# Lee Dong-soo
Lee Dong-soo (koreanisch 이동수; * 7. Juni 1974 in Seoul) ist ein ehemaliger Badmintonspieler aus Südkorea.
Lee gewann 1997 und 2002 das Herrendoppel der Swiss Open zusammen mit seinem Partner Yoo Yong-sung.
Lee spielte Badminton bei Olympia 2004 im Männerdoppel mit seinem Partner Yoo Yong-sung. Sie bezwangen in der ersten Runde José Antonio Crespo und Sergio Llopis aus Spanien und in der zweiten Runde Luluk Hadiyanto und Alvent Yulianto aus Indonesien. Im Viertelfinale bezwangen Lee und Yoo Choong Tan Fook und Lee Wan Wah aus Malaysia mit 11:15, 15:11, 15:9. Sie gewannen das Halbfinale gegen Jens Eriksen und Martin Lundgaard Hansen aus Dänemark 9:15, 15:5, 15:3, aber verloren das Finale gegen die koreanischen Landsmänner Kim Dong-moon und Ha Tae-kwon mit 15:11, 15:4, so dass sie schließlich die Silbermedaille erhielten.

## Sportliche Erfolge
| Saison | Veranstaltung           | Disziplin    | Platz | Name                          |
| ------ | ----------------------- | ------------ | ----- | ----------------------------- |
| 1991   | Hungarian International | Herrendoppel | 1     | Kim Young-gil / Lee Dong-soo  |
| 1996   | Copenhagen Masters      | Herrendoppel | 2     | Lee Dong-soo / Yoo Yong-sung  |
| 1997   | Japan Open              | Mixed        | 5     | Lee Dong-soo / Park Soo-yun   |
| 1997   | Ostasienspiele          | Mixed        | 1     | Lee Dong-soo / Yim Kyung-jin  |
| 1997   | Indonesia Open          | Herrendoppel | 2     | Yoo Yong-sung / Lee Dong-soo  |
| 1997   | Taiwan Open             | Mixed        | 2     | Lee Dong-soo / Park Soo-yun   |
| 1997   | Indonesia Open          | Mixed        | 5     | Lee Dong-soo / Yim Kyung-jin  |
| 1997   | Taiwan Open             | Herrendoppel | 5     | Hwang Sun-ho / Lee Dong-soo   |
| 1997   | Thailand Open           | Herrendoppel | 1     | Yoo Yong-sung / Lee Dong-soo  |
| 1997   | Ostasienspiele          | Herrendoppel | 1     | Lee Dong-soo / Yoo Yong-sung  |
| 1997   | Swiss Open              | Herrendoppel | 1     | Lee Dong-soo / Yoo Yong-sung  |
| 1998   | Asienspiele             | Mixed        | 2     | Lee Dong-soo / Yim Kyung-jim  |
| 1998   | Asienspiele             | Herrendoppel | 3     | Lee Dong-soo / Yoo Yung-sung  |
| 1998   | Asienmeisterschaft      | Herrendoppel | 5     | Lee Dong-soo / Yoo Yong-sung  |
| 1998   | Japan Open              | Herrendoppel | 5     | Yoo Yung-sung / Lee Dong-soo  |
| 1998   | All England             | Herrendoppel | 1     | Lee Dong-soo / Yoo Yong-sung  |
| 1999   | China Open              | Mixed        | 3     | Lee Dong-soo / Lee Hyo-jung   |
| 1999   | All England             | Herrendoppel | 2     | Lee Dong-soo / Yoo Yong-sung  |
| 1999   | Japan Open              | Herrendoppel | 2     | Lee Dong-soo / Yoo Yong-sung  |
| 1999   | China Open              | Herrendoppel | 2     | Lee Dong-soo / Yoo Yung-sung  |
| 1999   | Hongkong Open           | Herrendoppel | 3     | Lee Dong-soo / Yoo Yung-sung  |
| 1999   | Hongkong Open           | Mixed        | 3     | Lee Dong-soo / Lee Hyo-jung   |
| 1999   | Swedish Open            | Herrendoppel | 2     | Lee Dong-soo / Yoo Yung-sung  |
| 2000   | Japan Open              | Mixed        | 5     | Lee Dong-soo / Lee Hyo-jung   |
| 2000   | Olympia                 | Herrendoppel | 2     | Lee Dong-song / Yoo Yong-sung |
| 2000   | Swiss Open              | Herrendoppel | 3     | Lee Dong-soo / Yoo Yong-sung  |
| 2000   | Taiwan Open             | Mixed        | 5     | Lee Dong-soo / Yoo Yong-sung  |
| 2000   | Malaysia Open           | Herrendoppel | 1     | Lee Dong-soo / Yoo Yong-sung  |
| 2000   | Taiwan Open             | Herrendoppel | 3     | Lee Dong-soo / Yoo Yong-sung  |
| 2000   | Japan Open              | Herrendoppel | 2     | Lee Dong-soo / Yoo Yong-sung  |
| 2000   | Korea Open              | Herrendoppel | 1     | Lee Dong-soo / Yoo Yong-sung  |
| 2000   | All England             | Herrendoppel | 2     | Lee Dong-soo / Yoo Yong-sung  |
| 2001   | Hongkong Open           | Herrendoppel | 1     | Lee Dong-soo / Yoo Yong-sung  |
| 2001   | Weltmeisterschaft       | Herrendoppel | 5     | Lee Dong-soo / Yoo Yong-sung  |
| 2001   | Weltmeisterschaft       | Mixed        | 9     | Lee Dong-soo / Lee Hyo-jung   |
| 2002   | Asienspiele             | Herrendoppel | 1     | Lee Dong-soo / Yoo Yong-sung  |
| 2002   | Japan Open              | Herrendoppel | 3     | Lee Dong-soo / Yoo Yong-sung  |
| 2002   | Indonesia Open          | Herrendoppel | 1     | Lee Dong-soo / Yoo Yong-sung  |
| 2002   | Swiss Open              | Herrendoppel | 1     | Lee Dong-soo / Yoo Yong-sung  |
| 2003   | Swiss Open              | Herrendoppel | 3     | Lee Dong-soo / Yoo Yong-sung  |
| 2003   | Asienmeisterschaft      | Herrendoppel | 1     | Lee Dong-soo / Yoo Yong-sung  |
| 2003   | All England             | Herrendoppel | 2     | Lee Dong-soo / Yoo Yong-sung  |
| 2003   | Hongkong Open           | Herrendoppel | 1     | Lee Dong-soo / Yoo Yong-sung  |
| 2003   | Weltmeisterschaft       | Herrendoppel | 17    | Lee Dong-soo / Yoo Yong-sung  |
| 2003   | Malaysia Open           | Herrendoppel | 1     | Kim Dong-moon / Lee Dong-soo  |
| 2004   | Swiss Open              | Herrendoppel | 3     | Lee Dong-soo / Yoo Yong-sung  |
| 2004   | Olympia                 | Herrendoppel | 2     | Lee Dong-soo / Yoo Yong-sung  |